# Resolutie 518 Veiligheidsraad Verenigde Naties
Resolutie 518 van de Veiligheidsraad van de Verenigde Naties werd op 12 augustus 1982 met unanimiteit van stemmen aangenomen.

## Achtergrond
Begin juni 1982 was Israël buurland Libanon, waar een burgeroorlog gaande was, binnengevallen. Tegen midden juni stonden ze aan de hoofdstad Beiroet, waar de Palestijnse Bevrijdingsorganisatie haar hoofdkwartier had. De gevechten tussen beide partijen kostten naar schatting 20.000 mensen het leven.

## Inhoud
De Veiligheidsraad:
- Herbevestigt de resoluties 508, 509, 511, 512, 513, 515, 516 en 517.
- Is zeer bezorgd om de voortdurende militaire activiteiten in Libanon, en vooral in en rond Beiroet.

1. Eist dat Israël en alle partijen de VN-resoluties over een einde aan de militaire activiteiten strikt naleven.
2. Eist dat alle beperkingen in Beiroet worden opgeheven, zodat hulpgoederen binnen kunnen.
3. Vraagt de VN-waarnemers in en nabij Beiroet te rapporteren over de situatie.
4. Eist dat Israël meewerkt aan het plaatsen van de waarnemers, zoals door Libanon gevraagd, en hun veiligheid verzekert.
5. Vraagt de secretaris-generaal zo snel mogelijk te rapporteren over de uitvoering van deze resolutie.
6. Besluit opnieuw bijeen te komen indien nodig.

## Verwante resoluties
- Resolutie 516 Veiligheidsraad Verenigde Naties
- Resolutie 517 Veiligheidsraad Verenigde Naties
- Resolutie 519 Veiligheidsraad Verenigde Naties
- Resolutie 520 Veiligheidsraad Verenigde Naties

Lijst ·  500 ·  501 ·  502 ·  503 ·  504 ·  505 ·  506 ·  507 ·  508 ·  509 ·  510 ·  511 ·  512 ·  513 ·  514 ·  515 ·  516 ·  517 ·  518 ·  519 ·  520 ·  521 ·  522 ·  523 ·  524 ·  525 ·  526 ·  527 ·  528